# Frankenstein trifft den Wolfsmenschen
Frankenstein trifft den Wolfsmenschen (Originaltitel Frankenstein Meets the Wolf Man) ist ein US-amerikanischer Horrorfilm der Universal Studios aus dem Jahr 1943 und setzt die Universal-Frankenstein-Reihe fort. Lon Chaney jun. schlüpfte hier erneut in die Rolle des Wolfsmenschen und Bela Lugosi spielte Frankensteins Monster.

## Handlung
In einer klaren Vollmondnacht brechen zwei Grabräuber in die Familiengruft der Talbots ein. Lawrence Talbot, der sich vor vier Jahren in einen Werwolf verwandelte und von seinem eigenen Vater getötet wurde, soll mit allen Habseligkeiten, die er in dieser Nacht bei sich hatte, begraben worden sein, darunter auch einer mit Banknoten prall gefüllten Börse. Als sie den Sarg öffnen, müssen sie feststellen, dass Talbot keine Anzeichen von Verwesung aufweist und sich bündelweise Eisenhut im Sarg befindet. Als das Licht des Vollmondes auf ihn fällt, erwacht er wieder zum Leben und hält einen der Grabräuber fest, während sein Komplize flüchtet.
Bewusstlos mit einem Schädelbruch wird Talbot in einer Stadt aufgefunden und in ein Krankenhaus eingeliefert, wo der nächste Vollmond ihn in den Werwolf verwandelt, der einen Streifenpolizisten in der Stadt tötet. Am nächsten Morgen im Krankenhaus glauben Inspektor Owen und Dr. Mannering dem wiederaufgefundenen Talbot nicht, dass er ein Werwolf ist. Talbot selbst erkennt, dass er anscheinend nicht sterben kann. Dr. Mannering hält ihn auf Grund seiner Hirnverletzungen aber für einen Lykanthropen. Bei der Überprüfung der Familiengruft der Talbots findet man den ermordeten Grabräuber. Talbot gelingt währenddessen in der Nacht die Flucht aus seiner Zwangsjacke und dem Krankenhaus, und er begibt sich auf die Suche nach der alten Zigeunerin Maleva.
Gemeinsam mit ihr fährt er in die Stadt Vasaria auf der Suche nach Dr. Frankenstein, welcher ihn von seinem Fluch heilen soll.
Doch nach Auskunft des dortigen Gastwirtes ist der Doktor samt seinem Geschöpf im Sanatorium verbrannt und begraben (siehe Frankenstein kehrt wieder).
Talbot verwandelt sich bei der Weiterfahrt mit Maleva und flüchtet in die Wälder von Vasaria.
Nach dem ersten Opfer des Werwolfes machen die Dorfbewohner Jagd auf den vermeintlichen mörderischen Wolf. Während seiner Flucht bricht der Werwolf durch den Boden der Sanatoriumsruine ein. Maleva wird von der Meute bei der Ruine gefunden und ins Dorf mitgenommen.
In einer eisigen Gletscherhöhle unter dem Bauwerk entdeckt Talbot das Monster von Frankenstein, eingefroren in einen Eisblock. Er befreit das geschwächte Monster und hofft, dass die Kreatur ihm zeigen kann, wo sich das Tagebuch von Dr. Frankenstein befindet, aus dessen Inhalt er sich eine Heilung von seinem Werwolfsdasein erhofft.

Das Monster kennt ein Geheimfach in der alten Bibliothek, doch es ist leer bis auf ein Bild der Baroness Elsa Frankenstein.
Talbot will die Hoffnung nicht aufgeben und lockt die Baroness Elsa Frankenstein, die Tochter von Dr. Frankenstein, unter dem Vorwand des Kaufes der Ruine nach Vasaria. Als Talbot sie um Hilfe bittet, hat sie Mitleid und erklärt sich bereit ihm beizustehen.
Während des Dorffestes kommt Dr. Mannering nach Vasaria, um Talbot zurück nach England zu bringen.
Als auch das Monster auf dem Dorffest erscheint, flüchtet Talbot mit ihm aus dem Dorf.
Dr. Mannering verspricht den Dorfbewohnern seine Mithilfe bei der Vernichtung des Monsters und gemeinsam mit der Baroness sowie Maleva geht er zur Ruine, wo sich Talbot und das Monster befinden. Elsa findet das Tagebuch in einem Geheimfach innerhalb des Geheimfaches. Laut den Tagebuchaufzeichnungen liegt das Geheimnis des Werwolffluches und der übermenschlichen Kraft der Kreatur in einem Überschuss an elektrischer Energie im Körper. Wenn diese Energie verringert wird, müsste Talbot wieder ein normaler Mensch werden. Durch die andauernden Vorbereitungen für die Behandlung in der Ruine werden die Dorfbewohner misstrauisch und erste Gedanken zur Vernichtung der Ruine samt Bewohner kommen auf.
Die benötigte Energie zur Behandlung wird durch den Durchfluss des Wassers durch das ehemalige Sanatorium aus dem überliegenden Staudamm gewährleistet.
Dr. Mannering beginnt mit der Behandlung, jedoch packt ihn die wissenschaftliche Neugier, und anstatt die überhöhte Energie abzuziehen, verstärkt er die Kraft von beiden, um das Maximum ihrer Kräfte zu sehen. Dabei kommt es zu Überspannungen und Explosionen im Labor.

Frankensteins Monster kann wieder klar sehen, sprengt seine Fesseln und geht auf Elsa los. Talbot, der inzwischen wieder zum Werwolf wurde, packt die Kreatur, und ein heftiger Kampf zwischen beiden Monstern entbrennt. Zur gleichen Zeit hat Vazec, der aufbrausende Gastwirt von Vasaria eine Sprengladung an der Mauer des riesigen Staudammes über der Ruine angebracht, um das Schloss zu zerstören.
Die Explosion lässt den Damm brechen. Elsa und Dr. Mannering gelingt die Flucht, der Wolfsmensch und Frankensteins Monster jedoch werden mitsamt den Trümmern des Schlosses hinweggespült.

## Synchronisation
| Rolle                           | Darsteller        | Synchronsprecher    |
| ------------------------------- | ----------------- | ------------------- |
| Larry Talbot, der „Wolfsmensch“ | Lon Chaney junior | Walter von Hauff    |
| Baroness Elsa Frankenstein      | Ilona Massey      | Marietta Meade      |
| Frankensteins Monster           | Bela Lugosi       | Originalton         |
| Bürgermeister                   | Lionel Atwill     | Dirk Galuba         |
| Maleva                          | Maria Ouspenskaya | Ilona Grandke       |
| Inspektor Owen                  | Dennis Hoey       | Andreas Borcherding |
| Vazec                           | Rex Evans         | Michael Gahr        |
| Guno                            | Harry Stubbs      | Peter Musäus        |

## Fortsetzungen
Frankenstein trifft den Wolfsmenschen sollten noch drei weitere Fortsetzungen folgen, darunter die Komödie Abbott & Costello treffen Frankenstein, für die Stars wie Lon Chaney jun., Bela Lugosi und Glenn Strange ihre Paraderollen als Wolfsmensch, Dracula und Frankensteins Monster parodieren, und die gleichzeitig den Abschluss der Frankenstein-Reihe von Universal bildet.
- 1944: Frankensteins Haus, Regie: Erle C. Kenton, Hauptrolle: Boris Karloff, Lon Chaney jun., John Carradine & Glenn Strange als Kreatur
- 1945: Draculas Haus, Regie: Erle C. Kenton, Hauptrolle: Lon Chaney jun., John Carradine, Onslow Stevens & Glenn Strange als Kreatur
- 1948: Abbott und Costello treffen Frankenstein, Regie: Charles Barton, Hauptrolle: Abbott & Costello, Lon Chaney jun., Bela Lugosi & Glenn Strange als Kreatur

## DVD-Veröffentlichung
Frankenstein trifft den Wolfsmenschen ist in der The Monster Legacy DVD Collection erstmals in deutscher Sprache erhältlich. Die DVD-Kollektion enthält unter anderem die komplette Frankenstein-Reihe von Universal.
- The Monster Legacy DVD Collection, 14. Oktober 2004, Universal Pictures

## Sonstiges
- In Frankenstein trifft den Wolfsmenschen schlüpfte Bela Lugosi in die Maske der Kreatur, eine Rolle, die er zwölf Jahre zuvor abgelehnt hatte, weil die Figur stumm ist. Lugosi akzeptierte den Part, weil die Rolle laut Drehbuch auch Text hatte. Ironischerweise fielen seine sämtlichen Dialogszenen im Film der Schere zum Opfer.[3]
- Mit dem Herausschneiden der Dialogsequenzen des Monsters wurden auch sämtliche Bezüge auf die Blindheit der Kreatur entfernt. Die Kreatur verlor am Ende von Frankenstein kehrt wieder durch eine fehlerhafte Gehirnoperation ihr Augenlicht. Durch das Fehlen dieser Information wirkte das beinahe hilflose Herumstolpern mit den vorgestreckten Armen von Frankensteins Monster eher lächerlich als angsteinflößend.
- Es existieren noch immer Fotos der herausgeschnittenen Szenen, in denen die Kreatur spricht (z. B. die Unterhaltung von Chaney jun. und Lugosi am Lagerfeuer in den Ruinen von Burg Frankenstein, wo Larry Talbot, und damit auch das Publikum, von der Blindheit des Monsters erfahren). Mitte der 1980er Jahre wurde in den Archiven der Universal Studios eine Suche nach einer Kopie der ungeschnittenen Originalversion begonnen. Diese blieb allerdings bisher (2008) erfolglos.
- Ursprünglich sollte Lon Chaney jun. beide Rollen, die des Wolfsmenschen und des Ungeheuers, übernehmen. Die Produzenten entschieden jedoch, dass der tricktechnische Aufwand zu hoch und der Drehplan zu knapp bemessen sei.
- Die Szene, in der das Monster erstmals zu sehen ist, zeigt nicht Bela Lugosi, sondern seinen Stuntman Eddie Parker. Parker doubelte Lugosi in verschiedenen Szenen wie beispielsweise als Talbot das Monster aus dem Eis befreit. Beim finalen Kampf allerdings doubelte Parker nicht Frankensteins Kreatur, sondern den Wolfsmenschen. Lugosis Stuntman in dieser Szene war Gil Perkins.
- Der Film entstand während des Zweiten Weltkrieges und sollte laut der US-amerikanischen Regierung Teil einer massiven Anti-Deutschland Kampagne sein. Drehbuchautor Curt Siodmak, der selbst jüdischer Abstammung war und seine Heimat wegen öffentlicher antisemitischer Reden im Jahr 1937 verlassen hatte, verlegte dennoch den Standort von Frankensteins Schloss von Deutschland ins fiktive „Vasaria“. „Vasaria“ soll sinnbildlich übersetzt so viel bedeuten wie „Wasserplatz“ und ist eine Anspielung auf den Staudamm und die hydroelektrische Turbine, die sich in Frankensteins Labor befindet.
- Die Kontinuität zwischen den Filmen der Universal Studios war stets lose. So wird in diesem Film Wolf Frankenstein aus Vasaria als Schöpfer des Monsters dargestellt,  während dieser im Vorgängerfilm Frankenstein kehrt wieder nur ein Sohn des berüchtigten Dr. Frankenstein war. Auch das Auffinden des Monsters im Eis in diesem Film widerspricht dem Ende des vorherigen Teils. Dessen Identität als Ygor wird zudem nicht angesprochen.